# Гійом Рузовійо
Гійом Рузовійо (Guillaume Ruzoviyo) (1956) — бурундійський дипломат. Надзвичайний і Повноважний Посол Бурунді.

## Життєпис
Народився у 1956 році в Бурунді, закінчив історичний факультет Бурундійського університету, кілька років викладав історію в школі. Потім працював в міністерстві, яке займалося питаннями культури і молодіжної політики. І приблизно на початку 2000-х років, на хвилі загальної демократизації в Бурунді, зайнявся політикою — був частиною команди президентської партії, яка здобула перемогу на останніх виборах.
У червні 1992 року з Матіасом Хітімана заснував Партію народного примирення до створення 12 січня 2005 року Парламентської монархічної партії Бурунді.
Був директором Бурундійського Центру вивчення культури (CEBULAC), заснованого урядом Бурунді в 2007 році.
Гійом Рузовійо також співпрацює з Асоціацією Бурундійських князів.
На парламентських і президентських виборах 2010 року Парламентська монархічна партія Бурунді об'єднала зусилля з Національною радою з захисту демократії для захисту демократії (C.N.D.D-F.D.D). Завдяки цьому союзу, Гійом Рузовійо отримав посаду посла Бурунді в Росії.
Член Ради директорів Міжнародної монархічної конференції, Гійом Рузовійо заявляє про необхідність розслідування фактів вбивства короля Ntare V та притягнення до відповідальності винних. Гійом Рузовійо визнає претензії на трон принцеси Роуз Ірабагіза Мвамбуста.
6 вересня 2014 року приєднався до коаліції з дев'яти партій під назвою Коаліція за мир в Бурунді (Copa-Бурунді). Коаліція твердо позиціонувала себе проти третього терміну президента П'єра Нкурунзіза, що це питання потрібно вирішувати демократичним шляхом на наступних президентських виборах. На яких коаліція отримала лише 0,16 % голосів в липні 2015 року.
З березня 2011 року — Надзвичайний і Повноважний Посол Бурунді в РФ. Ставши противником режиму, він був змушений покинути свою посаду посла в 2016 році.
Член королівської сім'ї Бурунді, одружився з Жанною Ндабімія, у нього з нею троє дітей.